# Biomolekul
Biomolekul ili biološki molekul je svaki organski molekul koju proizvodi živi organizam, koji je od značaja za jedan ili više tipično bioloških procesa, poput deobe ćelija, morfogeneze ili razvoja. Biomolekuli obuhvataju velike polimerske molekule, kao što su proteini, polisaharidi i nukleinske kiseline, kao i male molekuli poput primarnih metabolita, sekundarnih metabolita i prirodnih proizvoda. Opštiji naziv za ovu klasu materijala je biološki materijal. Biomolekuli su važan element živih organizama. Oni su često endogeni, proizvedeni u organizmu, mada su organizmima obično neophodni i egzogeni biomolekuli, na primer određene hranljive materije, da bi preživeli.
Biologija i njena potpolja biohemije i molekularne biologije proučavaju biomolekule i njihove reakcije. Većina biomolekula su organska jedinjenja, a samo četiri elementa - kiseonik, ugljenik, vodonik i azot - čine 96% mase ljudskog tela. Mnogi drugi elementi, poput različitih biometala, prisutni su u malim količinama.
Uniformnost oba specifična tipa molekula (biomolekula) i određenih metaboličkih puteva su nepromenljive osobine među širokom raznolikošću životnih oblika; stoga se ovi biomolekuli i metabolički putevi nazivaju „biohemijskim univerzalima“ ili „teorijom materijalnog jedinstva živih bića“, objedinjujućim konceptom u biologiji, zajedno sa teorijom ćelija i teorijom evolucije.

## Sastav biomolekula
Od svih hemijskih elemenata koji se nalaze u prirodi, samo 27 ulazi u sastav hemijskih jedinjenja koja čine živi svet. Ovi elementi se nazivaju biogenim ili biomolekulskim. Najzastupljeniji bioelementi u građi organskih molekula su: C (ugljenik), H (vodonik), O (kiseonik), N (azot), P (fosfor) i S (sumpor).
Drugu grupu elemenata koja ulazi u sastav živih bića čine: Ca (kalcijum), Mg (magnezijum), Na (natrijum), K (kalijum) i Cl (hlor). Ovi elementi se u telesnim tečnostima nalaze u obliku jona, te se nazivaju elektroliti.
Pored ove dve grupe bioelemenata, postoji i grupa esencijalnih elemenata, koji su ništa manje važni iako se nalaze u tragovima (minimalnim količinama). Ima ih 16: gvožđe, bakar, cink, mangan, kobalt, hrom, selen, molibden, jod, fluor, bor, arsen, nikl, kalaj, vanadijum i silicijum.

## Struktura i funkcija
Tipični biomolekuli, kao što su proteini, nukleinske kiseline, masti i ugljeni hidrati, su građeni od specifičnih gradivnih delova. Funkcija svakog biomolekula je zasebna, ali slina u svim organizmima. Gradivni delovi mogu biti promenjeni u različitim biomolekulama, kako bi doprineli njihovoj osnovnoj funkciji.
Na primer, gradivni delovi proteina su aminokiseline, nukleinskih kiselina - nukleotidi, masti - glicerol i više masne kiseline, a šećera - α-D-glukoza.

#### Proteini (belančevine)
Proteini su veliki molekuli složenog sastava koji čine osnovu strukture i organizacije živih sistema. To su polimeri dugih lanaca, izgrađeni od monomera aminokiselina, koji su povezani peptidnim vezama. Svaki protein sadrži kombinaciju 20 vrsta aminokiselina (koji se nazivaju α-aminokiseline), već unapred određene genetičkim kodom. Različite kombinacije aminokiselina omogućavaju proteinima da budu najraznovrsniji i najrasprostranjeniji biomolekuli u organizmu.
Aminokiseline su osnovni gradivni delovi proteina. Po hemijskom sastavu imaju jednu amino grupu, karboksilnu grupu, vodonikov atom i različitu R grupu koja je vezana za α-ugljenikov atom i funkcionalnu grupu (reaktivni deo molekula). Struktura proteina je podeljena na više nivoa:
1. Primarna struktura: Različita kombinacija 20 α-aminokiselina utiče na stvaranje velikih lanaca proteina. Primarna struktura određuje funkciju i biološke osobine proteina.
2. Sekundarna struktura: Javlja se u polipeptidnim lancima kada se –CO i amino grupa spajaju vodonikovom vezom. Tu postoje dve strukture: α-zavojnica i β-nabrana ploča, koje su međusobno povezane vodoničnim vezama.
3. Tercijarna struktura: To je 3D struktura proteina koja se javlja sklapanjem α i β struktura. Na osnovu ove strukture, proteini se dele na fibrilarne i globularne.
4. Kvaternarna struktura: Kombinacijom jednostavnih proteina i različitih ili istih polipeptidnih lanaca, se stvaraju kompleksniji proteini.

Jedna od bitnih karakteristika proteina je denaturacija, do koje dolazi raskidanjem vodoničnih veza. Vodonične veze su jako slabe i osetljive i lako pucaju pri najmanjoj promeni temperature ili pH vrednosti okoline. Proteini se uglavnom vezuju u složenije molekule sa lipidima, ugljenim hidratima, nukleinskim kiselinama i hem grupom. Imaju različite funkcije u organizmu: 75% ćelijske mase je izgrađeno od proteina, a imaju veliku ulogu i kao gradivne jedinice ćelijske plazme i organela. Takođe deluju kao biohemijski katalizatori- enzimi. Neki od najpoznatijih hormona su proteini (insulin, glukagon). Učestvuju u rastu i obnavljanju tkiva.

### Lipidi (masti)
Lipidi su velika grupa masti i ulja karakteristični po nerastvorljivosti u vodi i rastvorljivosti u organskim rastvaračima (kao što su aceton, eter, ugljen tetrahlorid). Kao i ugljeni hidrati, lipidi su uglavnom sastavljeni od C, H i O atoma, a složeni mogu imati i N, P i S atome. Nastaju u reakciji masnih kiselina sa alkoholima ili aminima.
Gradivni delovi lipida su više masne kiseline, koje su uglavnom monokarboksilne organske kiseline sa brojem C atoma većim od četiri. Više masne kiseline mogu biti: zasićene (nerazgranate i najraširenije u prirodi) i nezasićene (sa jednom ili više dvostrukih veza).
Na osnovu njihove molekularne strukture, lipidi su podeljeni u tri grupe:
1. Jednostavni lipidi: U jednostavne lipide se ubrajaju esteri, koji se mogu podeliti u dve grupe. Po strukturi, masti i ulja su trigliceridi, koji su esteri glicerola i masnih kiselina. Njihove karakteristike zavise od vrste i količine masnih kiselina. Dugi lanci masnih kiselina mogu imati različiti broj C atoma (između 12 i 24) i dvostruke veze ukoliko su nezasićeni. Masti su trigliceridi koji su na sobnoj temperaturi u čvrstom stanju, a ulja u tečnom. Dvostruka veza nezasićenih masnih kiselina lako podleže hidrogenizaciji, što utiče na stvaranje zasićenih triglicerida ili masti. Nerastvorne su u vodi. Voskovi su esteri masnih kiselina sa dugim lancima monohidroksidnih alkohola sa 26-34 C atoma. Rašireni su u prirodi u raznim jedinjenjima. Često su deo zaštitnih slojeva na površinama životinja i biljaka, a neki insekti i luče vosak (kao pčele). Trigliceridi podležu procesu saponifikacije i imaju veliku primenu u kozmetičkoj industriji.
2. Složeni lipidi: Složeni lipidi su esteri masnih kiselina i alkohola, sa različitim primesama proteina, fosfornih kiselina, šećera itd. Postoji više grupa ovih lipida, a najpoznatiji su fosfolipidi i glikolipidi. Složeni lipidi u svojoj hemijskoj strukturi imaju polarni i nepolarni deo. Najvažniju funkciju imaju u izgradnji bioloških membrana.
3. Dobijeni lipidi: Steroidi su posebna grupa lipida koji se stvaraju u telu tokom metabolizma. Ne ubrajaju se u grupu estera. Holesterol je jedan od najpoznatijih steroida u ljudskom i životinjskom tkivu.

Osnovna funkcija lipida je učestvovanje u izgradnji svih ćelijskih membrana, kao i rezerva hranjivih sastojaka (u trigliceridima) za energetske potrebe organizma.

### Ugljeni hidrati
Ugljeni hidrati formiraju veliku grupu organskih jedinjenja, koji imaju važnu ulogu u svakodnevnom životu. Nastaju u biljkama kao produkt procesa fotosinteze. Najrasprostranjeniji ugljeno hidrati su glukoza, fruktoza, saharoza, skrob i celuloza. Mnogi ugljeno hidrati su slatkastog ukusa i zato se nazivaju šećerima.
Svi ugljeni hidrati imaju zajedničku formulu Cx(H2O)y. Osnovni gradivni delovi njihovih lanaca se nazivaju monosaharidi (jednostavni šećeri). Lanac je nerazgranat i svaki C atom nosi –OH grupu, a po jednu aldehidnu ili keto grupu.
Na osnovu ponašanja pri hidrolizi, ugljeni hidrati se mogu podeliti u tri grupe:
1. Monosaharidi su jednostavni ugljeni hidrati koji se ne mogu hidrolizom rastaviti na jednostavnije jedinice ketona. Poznato je 20 vrsta monosaharida koji se nalaze u prirodi. Oni su dalje podeljeni na osnovu broja C atoma i funkcionalne grupe. Ako sadrže aldehidnu grupu, nazivaju se aldozama, a ako sadrže keto grupu - ketozama. Svi imaju belu boju i rastvorni su u vodi. Imaju slatkast ukus.
2. Oligosaharidi su ugljeni hidrati koji sadrže 2-10 monosaharidnih jedinica dobijenih hidrolizom. Oni se mogu dalje podeliti na disaharide, trisaharide, tetrasaharide, itd. Monosaharidne jedinice od kojih su sastavljeni kompleksniji ugljeni hidrati mogu, ali i ne moraju biti iste u određenom ugljenom hidratu. Na primer, saharoza hidrolizom daje jedan molekul glukoze i jedan molekul fruktoze.
3. Polisaharidi su dugi lanci monosaharida, koji su najrasprostranjeniji ugljeni hidrati u prirodi. Služe kao rezerva hrane kod životinja (glikogen) i biljaka (skrob), i kao gradivni materijal (uglavnom kod biljaka).

Monosaharidi uglavnom imaju cikličnu strukturu, jer aldehidna i keto grupa nisu potpuno slobodne, što je dokazano Havortovim eksperimentom.
Ugljeni hidrati imaju više funkcija od kojih su najpoznatije da služi kao gradivni materijal (celuloza) za izgradnju ćelijskih zidova bakterija i biljaka, te da su povezani sa mnogim lipidima i proteinima i grade jedinjenja koja imaju važnu funkciju u organizmu (kao glikolipidi i glikoproteini).

### Nukleinske kiseline
Nukleinske kiseline su biološki molekuli, esencijalni za sve oblike živih organizama. To su linearni polimeri, koji se sastoje od različitih nukleotida, poredanih u genetski predodređenom redosledu. Nukleotidi su osnovne gradivne jedinice (monomeri) nukleinskih kiselina i međusobno su povezani preko fosfatne grupe. Kondenzacijom hidroksilnih grupa, dolazi do uspostavljanja 3'- 5' fosfodiesterske veze. Svaki nukleotid se sastoji od baze, petougljeničnog šećera (pentoze) i fosfatne grupe.
Na osnovu različite strukture nukleotida, dolazi do stvaranja polimera sa različitom građom i funkcijom, pri čemu razlikuju dva osnovna tipa:
1. DNK - dezoksiribonukleinska kiselina, koja sadrži petougljenični šećer dezoksiribozu. Nosilac je genetičke informacije u jedru i koda za sintezu specifičnih proteina. Sadrži i do 250 miliona nukleotidnih parova.
2. RNK - ribonukleinska kiselina, sadrži petougljenični šećer ribozu (koja ima jednu više –OH grupu na petougljeničnom šećeru). Učestvuje u transkripciji i translaciji genetičke informacije tokom sinteze proteina. Sadrži nekoliko hiljada nukleotida. Postoje tri tipa RNK molekula: iRNK (informaciona RNK - učestvuje u transkripciji genetičkog koda u jedru), rRNK (ribozomska RNK - sa ribozomskim proteinima predstavlja gradivne komponente ribosoma) i tRNK (transportna RNK - prenosi aminokiseline do ribosoma).

Različita struktura nukleotida je uzrokovana različitim bazama, kojih postoje 4 vrste: adenin, guanin, citozin i timin (kod RNK uracil).

#### Struktura DNK i RNK
Nakon što su Votson i Krik otkrili heliksnu strukturu DNK - utvrđeno je da je to dvostruka zavojnica dva polunukleotidna lanca, čije se baze na suprotnim lancima uparaju uvek kao adenin (A) sa timinom (T) i guanin (G) sa citozinom (C), koji su međusobno povezani slabim vodoničnim vezama.
Osnovna funkcija DNK je čuvanje informacije o genetičkom materijalu. Pri deljenju ćelije, sa osnovnog molekula DNK, dolazi do prepisivanja genetičkog koda (replikacija DNK), pri čemu se stvaraju novi lanci sa identičnim genetičkim kodom. DNK je smešten u posebno organizovanim strukturama koje se nazivaju hromozomi.

## Literatura
- Voet, Donald; Voet, Judith G. (2005). Biochemistry (3 изд.). Wiley. ISBN 9780471193500. Архивирано из оригинала 11. 9. 2007. г. Приступљено 9. 2. 2017.
- McNaught AD (1997). Compendium of Chemical Terminology (2nd изд.). Oxford: Blackwell Scientific Publications. ISBN 978-0-9678550-9-7.
- Enzyme nomenclature, 1978 recommendations of the Nomenclature Committee of the International Union of Biochemistry on the nomenclature and classification of enzymes. New York: Academic Press. 1979. ISBN 9780323144605.
- Clarke, Jeremy M. Berg; John L. Tymoczko; Lubert Stryer. Web content by Neil D. (2002). „Section 3.5Quaternary Structure: Polypeptide Chains Can Assemble Into Multisubunit Structures”. Biochemistry (5. ed., 4. print. изд.). New York, NY [u.a.]: W. H. Freeman. ISBN 978-0-7167-3051-4.
- Linderstrøm-Lang KU (1952). Lane Medical Lectures: Proteins and Enzymes. Stanford University Press. стр. 115. ASIN B0007J31SC.
- Krauss, G. (2003). „The Regulations of Enzyme Activity”. Biochemistry of Signal Transduction and Regulation (3rd изд.). Weinheim: Wiley-VCH. стр. 89—114. ISBN 9783527605767.
- Fersht, A. (1985). Enzyme Structure and Mechanism. San Francisco: W.H. Freeman. стр. 50–2. ISBN 978-0-7167-1615-0.
- Costanzo, Linda S. (2007). Physiology. Hagerstwon, MD: Lippincott Williams & Wilkins. ISBN 978-0781773119.
- Maton, Anthea; Hopkins, Jean; McLaughlin, Charles William; Johnson, Susan; Warner, Maryanna Quon; LaHart, David; Wright, Jill D. (1993). Human Biology and Health. Englewood Cliffs, New Jersey, US: Prentice Hall. ISBN 978-0139811760.
- Campbell, Neil A.; Williamson, Brad; Heyden, Robin J. (2006). Biology: Exploring Life. Boston, Massachusetts: Pearson Prentice Hall. ISBN 978-0-13-250882-7. Архивирано из оригинала 02. 11. 2014. г. Приступљено 15. 02. 2021.
- Hardin, Jeff; Bertoni, Gregory; Kleinsmith, Lewis J. (2015). Becker's World of the Cell (8th изд.). New York: Pearson. стр. 422–446. ISBN 978013399939-6.
- Evert RF, Eichhorn SE (2006). Esau's Plant Anatomy: Meristems, Cells, and Tissues of the Plant Body: Their Structure, Function, and Development. John Wiley & Sons. ISBN 9780471738435.
- Sagan, Dorion, ур. (2012). Lynn Margulis: The Life and Legacy of a Scientific Rebel. White River Junction: Chelsea Green. ISBN 978-1603584470.
- Campbell NA, Williamson B, Heyden RJ (2006). Biology: Exploring Life. Boston, Massachusetts: Pearson Prentice Hall. ISBN 978-0-13-250882-7. Архивирано из оригинала 02. 11. 2014. г. Приступљено 15. 02. 2021.
- Pavelk M, Mironov AA (2008). The Golgi Apparatus: State of the art 110 years after Camillo Golgi's discovery. Berlin: Springer. стр. 580. ISBN 978-3-211-76310-0.
- Cooper, Geoffrey M. (2000). „Ch. 1: Section: Electron Microscopy”. The Cell — A Molecular Approach (2nd изд.). Sunderland MA: Sinauer Associates. ISBN 978-0-87893-106-4.
- Marsh, Mark (2001). Endocytosis. Oxford University Press. стр. vii. ISBN 978-0-19-963851-2.
- Schoener, Thomas W (2009). „§I.1 Ecological niche”.  Ур.: Levin, Simon A.; Carpenter, Stephen R.; H. Charles J. Godfray; Kinzig, Ann P.; Loreau, Michel; Losos, Jonathan B.; Walker, Brian; Wilcove, David S. The Princeton Guide to Ecology. Princeton University Press. стр. 3. ISBN 9781400833023.
- Schulze, Ernst-Detlef; Mooney, Harold A. (1993). Biodiversity and ecosystem function. Springer-Verlag. стр. 88—90.
- Oparin, A. I. (1967).  Bernal, John Desmond, ур. The origin of life. World Pub. Co. стр. 199—234.